# السعي وراء الريع

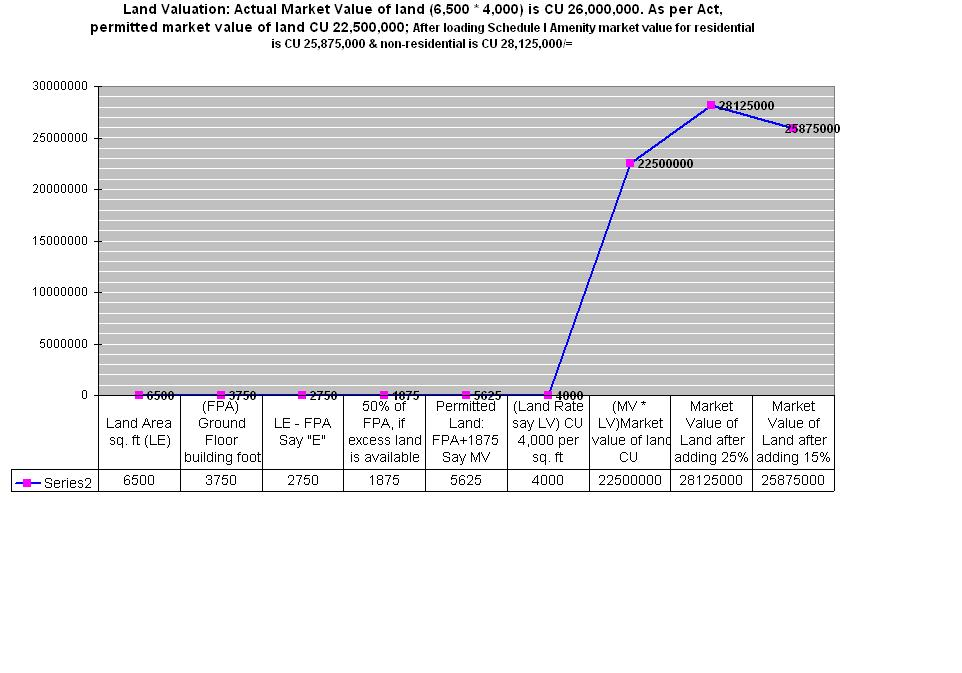

في نظرية الخيار العام و في الاقتصاد يُعرف السعي وراء الريع بأنه سعي طرف زيادة حصته من الثروة الموجودة بغير خلق ثروة جديدة. ينتج عن السعي وراء الريع انخفاض كفاءة الاقتصاد بطريق سوء توزيع الموارد و تقليل خلق الثروة الفعلي، و فَقْد الإيرادات الحكومية، و زيادة انعدام المساواة في الدخل  كما قد يؤدي إلى التدهور العام للدولة.
محاولات الاستئثار بالهيئات التنظيمية لكسب احتكارات إجبارية قد يكون مجزيا للساعي وراء الريع في سوقٍ ما وفي نفس الوقت فإنه يسوّء وضع المنافسين غير الفاسدين. وهذا أحد الأشكال العديدة لسلوك السعي وراء الريع.

## الوصف
السعي وراء الريع هو محاولة للحصول على الريع (الجزء من الدخل المدفوع إلى عنصر إنتاج يتجاوز ما هو مطلوب لجعله يعمل في وضعه الحالي) عن طريق التلاعب بالبيئة الاجتماعية أو السياسية حيث تحدث الأنشطة الاقتصادية بدلا من خلق ثروة جديدة. السعي وراء الريع يعني استخراج قيمة غير معوضة من الآخرين دون أي مساهمة إنتاجية. المثال الشهير للسعي وراء الريع وفقا لروبرت شيلر هو ذلك السيد الإقطاعي الذي وضع سلسلة عرضية في النهر الذي يتدفق عبر أرضه ثم عين شخصاً يجمع الرسوم من المراكب العابرة لينزل لها السلسلة لتتمكن من المضي قدماً (أو استئجار جزء من النهر لبضع دقائق). لا يوجد شيء انتاجي في السلسلة أو جامع الرسوم. ذلك السيد لم يقم بأي تحسين في النهر ولم يضيف أي قيمة بشكل مباشر أو غير مباشر باستثناء نفسه. كل ما فعله هو السعي والبحث عن وسيلة لكسب المال من شيء كان مجانا بالأصل.
في العديد من الاقتصادات ذات التوجه السوقي فإن المنافسة من أجل الحصول على ريع يعتبر قانوني بغض النظر عن الضرر الذي قد يفعله بالاقتصاد. لكن بعض التنافس والأفعال في السعي وراء الريع تعتبر غير قانونية ومخالفة مثل الرشوة أو الفساد.
السعي وراء الريع يختلف نظرياً عن السعي وراء الربح حيث تسعى الكيانات إلى استخراج قيمة من خلال الانخراط في معاملات ذات تبادل منفعي. السعي وراء الربح بهذا المفهوم هو خلق الثروة، بينما السعي وراء الريع هو «التربح» باستخدام المؤسسات الاجتماعية مثل سلطة الدولة لإعادة توزيع الثروة بين مجموعات مختلفة دون خلق ثروة جديدة. عملياً فإن الدخل الذي تم الحصول عليه من خلال آليات السعي وراء الريع قد يساهم في الأرباح بالمفهوم القياسي والمحاسبي للكلمة.